# 多布良卡
58°27′N 56°25′E / 58.450°N 56.417°E
多布良卡（俄语：Добря́нка）是俄羅斯彼爾姆邊疆區中部的一個城市、多布良卡區行政中心，位於卡馬河（卡馬水庫）畔，北距彼爾姆61公里。2002年人口36,436人。
1623年首見於文獻，1943年建市。